# Ernest Petrič
Ernest Petrič, slovenski politik, pravnik, politolog in diplomat, * 18. november 1936, Tržič. 

## Izobraževanje
Po diplomi iz prava 1960 je delal na Inštitutu za narodnostna vprašanja v Ljubljani (1961-65). Doktoriral je 1965 iz mednarodnega prava na Pravni fakulteti v Ljubljani in se kot docent zaposlil na Visoki šoli za politične vede, ki se je kasneje preimenovala v Fakulteto za sociologijo, politične vede in novinarstvo, kjer je kasneje postal (1976 izredni in 1982 redni) profesor za mednarodno pravo in mednarodne odnose. Izpopolnjeval se je mdr. na Dunaju, v Nemčiji (Heidelberg, Regensburg), Veliki Britaniji in na Nizozemskem. 

## Kariera
Po lastni izjavi je že leta 1965 postal član KPJ. V letih 1967-72 je bil poslanec in član Izvršnega sveta Skupščine SRS (t. i. Kavčičeve vlade), odgovoren za znanost in tehnologijo. Njegova kandidatura za člana predsedstva SFRJ (znana kot "akcija 25 poslancev" republiške skupščine) leta 1971 je sprožila politično afero. Po vrnitivi na FSPN (zdajšnjo FDV) je  bil mdr. predstojnik katedre za politologijo in mednarodne odnose, od 1976 je vodil tudi novoustanovljeni Raziskovalni inštitut FSPN ter po upokojitvi Vlada Benka postal predstojnik seminarja za mednarodne odnose, 1981 pa ustanovni predstojnik Centra za mednarodne odnose na tej fakulteti, katere dekan je bil v letih 1987-89. Ukvarjal zlasti z vprašanji varstva manjšin, pravice do samoodločbe ter z vlogo znanosti in mednarodnimi vidiki prenosa tehnologije. Deloval je v različnih organih OZN in OECD, 1972 krajši čas delal kot ekspert UNESCO v Bogoti (Kolumbija) in 1975 v Bagdadu (Irak). 1971-76 je bil stalni predstavnik SFRJ v komiteju OECD za znanstveno in tehnološko politiko ter bil od 1973 predsednik komisije za znanstveno-tehnično sodelovanje pri Raziskovalni skupnosti Slovenije ter kot referent sodeloval na številnih mednarodnih znanstvenih srečanjih po svetu. V letih 1983-86 je predaval mednarodno pravo na univerzi v Addis Abebi (Etiopija), pa tudi na PF v Ljubljani, v Gradcu in Solunu. Bil je predsednik Zveze jugoslovanskih združenj za OZN, veleposlanik SFRJ v Indiji (1989-91) ter (kot neuradni predstavnik še pred mednarodnim prizanjem) Republike Slovenije v Združenih državah Amerike (1991-97), nato do leta 2000 državni sekretar na Ministrstvu za zunanje zadeve RS (obenem je spet predaval mednarodne odnose na FDV), stalni predstavnik (veleposlanik) Slovenije pri OZN v New Yorku (2000-02) in veleposlanik RS v Avstriji (2002-08). V letih 2006/07 je obenem predsedoval Svetu guvernerjev IAEA (Mednarodne agencije za atomsko energijo) na Dunaju. 
Leta 2008 je bil izvoljen za ustavnega sodnika, novembra 2010 je postal predsednik Ustavnega sodišča Republike Slovenije, 2013 ga je na položaju zamenjal Miroslav Mozetič, mandat ustavnega sodnika mu je prenehal aprila 2017.  Tri mandate (skupaj 15 let) je bil član (eno leto tudi predsednik) ILC (International Law Commission - mednarodne pravniške komisije), v kateri je 34 izvoljenih članov, uglednih strokovnjakov za mednarodno pravo iz celotnega sveta, ki predstavljajo različne pravne sisteme in jih imenuje Generalna skupščina Združenih narodov za 5 let. V njej je aktivno sodeloval pri kodifikaciji in progresivnem razvoju mednarodnega prava. Je tudi član posvetovalnega odbora za nominacije sodnikov Mednarodnega kazenskega sodišča. Objavil je številne članke in razprave v domačih in tujih strokovnih publikacijah in več knjig, od tega štiri s področja mednarodnega prava, ter temeljno delo v slovenskem jeziku o zunanji politiki: Zunanja politika – Osnove teorije in praksa, objavljeno tudi v angleščini in albanščini. Je predstojnik katedre za mednarodno in evropsko pravo na Evropski pravni fakulteti Nove univerze (Nova Gorica in Ljubljana). Občasno še predava mednarodno pravo na FDV ter na Fakulteti za evropske in državne študije na Brdu pri Kranju. 2017-22 je bil nepoklicni svetovalec za visoko šolstvo, znanost in tehnologijo v uradu predsednika Boruta Pahorja. Junija 2020 ga je vlada RS imenovala v Beneško komisijo. 
V knjižni zbirki Mednarodno pravo so mu ob 80-letnici posvetili zbornik Slovenske misli o mednarodnih odnosih in pravu: prispevki ob 80-letnici dr. Ernesta Petriča (2016). 
Leta 2006 je bil odlikovan z zlatim redom za zasluge Republike Slovenije; dobil je tudi tuja odlikovanja, mdr. Veliki zlati znak na traku Republike Avstrije. Je zaslužni profesor Nove univerze in častni občan Bleda in Tržiča.

## Zasebno
Njegova starejša hči Ana Polak Petrič je doktorica mednarodnega prava in diplomatka (bila je visoka predstavnica RS za nasledstvo po nekdanji SFRJ, zdaj je veleposlanica na Japonskem), tretja žena Silvestra Rogelj Petrič je novinarka in (mladinska) pisateljica, mlajša hči Eva Petrič pa je multimedijska umetnica in ambasadorka idrijske čipke.

## Monografije
- T. i. Das Recht auf die Heimat kot pojem mednarodnega prava (s posebnim ozirom na usodo nekdanje nemške manjšine v Jugoslaviji) (doktorska disertacija, 1965)
- Mednarodnopravno varstvo narodnih manjšin (1977)
- Mednarodni položaj slovenske manjšine v Italiji po Osimu (1980) / La posizione giuridica internazionale della minoranza slovena in Italia (Gli Sloveni in Italia) (1981)
- Pravica do samoodločbe: mednarodni vidiki (1984)
- Od cesarja do voditelja (1988)
- Izbrane teme mednarodnega prava (študijsko gradivo, 2010; soavtor Marko Pogačnik)
- Zunanja politika: osnove teorije in praksa (2010) (albanski prevod Ernest Petriç: Politikae jashtme, 2013)
- Foreign policy: from conception to diplomatic practice (2013; predelan in dopolnjen prevod knjige Zunanja politika)
- Spomini in spoznanja: diplomat, pravnik, politik (2018)